# Димонце
Димонце (мак. Димонце) — село у Північній Македонії, входить до складу общини Кратово Північно-Східного регіону.

## Географія
Село знаходиться на захід від центру общини Кратово, приблизно на рівній відстані від Кратово і Куманово. На півдні від Димонце будується залізнична лінія від Куманово до македонсько-болгарського кордону в Гюєшево. На південь від села є земляний перевал і Кривої ріки.

## Історія
В 19 століття село Димонце повністю було під владою Османської імперії. За даними статистики Васіла Кинчова (Македонська етнографія та статистика) в 1900 році с. Димонце налічувало 147 жителів, всі македонці християни.
На початку 20 століття населення села було під владою болгарського екзархату. За даними секретаря екзархії Димітара Мишева («La Macédoine et sa Population Chrétienne») в 1905 році в Димонце (Dimontzi) було 144 болгарських екзархісти.
З початком Першої Балканської війни в 1912 році 3 людей, добровольці з Димонце, пішли в Македонсько-Адріанопольський Добровольчий корпус. село залишається під владою Сербії після Балканської війни вже в 1913 році.